# Саидмурадова, Бике
Бике Саидмурадова (узб. Beka Saidmurodova; род. 1935 год, кишлак Катаган, Кош-Купырский район, Хорезмская область, Узбекская ССР) — звеньевая колхоза имени Ленина Кош-Купырского района, Хорезмская область, Узбекская ССР. Герой Социалистического Труда (1957).

## Биография
Родилась в 1935 году в крестьянской семье в кишлаке Катаган Куш-Купырский района. С 1954 года трудилась в колхозе «Москва» (позднее — колхоз имени Ленина) Кош-Купырского района. С 1954 по 1961 года — звеньевая хлопководческого звена в этом же колхозе.
В 1956 году звено под её руководством собрало в среднем с каждого гектара по 52 центнера хлопка-сырца на участке площадью 10 гектаров. Указом Президиума Верховного Совета СССР от 11 января 1957 года удостоена звания Героя Социалистического Труда за «выдающиеся успехи, достигнутые в деле развития советского хлопководства, широкое применение достижений науки и передового опыта в возделывании хлопчатника и получение высоких и устойчивых урожаев хлопка-сырца» с вручением ордена Ленина и золотой медали «Серп и Молот».
В 1957 году звено Беки Саидмурадовой сдало в среднем с каждого гектара по 55 центнеров хлопка-сырца на участке площадью 18 гектаров.